# Les Voies de la théologie russe

Les Voies de la théologie russe de Georges Florovsky est un ouvrage d'histoire des idées religieuses en Russie entre le Xe siècle et la première moitié du XVIIIe siècle publié à Paris en 1937.

## Analyse de l’œuvre
Georges Florovsky parcourt l'histoire de l'Église russe en s'attachant essentiellement à la transmission des savoirs : filiation spirituelle, lectures et influence d'un auteur, développement des Académies en Russie, etc. Il est particulièrement précis dans la genèse des ouvrages de théologie, détectant les influences respectives. Ses chapitres sont structurés autour d'un groupe de personnes que réunissent une École, un problème de théologie ou un lieu. Georges Florovsky analyse avec la précision parfois cruelle d'un moraliste l'envergure des acteurs, puis analyse quelques-unes de leurs œuvres et la situation de ces acteurs.
L'ouvrage a un parti pris : l'histoire de la théologie russe est l'histoire d'une libération par rapport aux deux influences protestante-rationaliste et catholique-scolastique. Le recul du latin y est donc vu comme une victoire, de même que le retour aux sources grecques. Le plan de l'ouvrage est donc orienté tout entier. Si elle est partisane, l'œuvre n'en reste pas moins extrêmement utile par la précision de son érudition et par la galerie des personnages de la vie intellectuelle et spirituelle de Russie.

## Résumé

### I. La crise de la culture byzantine en Russie
Le chapitre décrit l'indépendance progressive de la Rus' de Kiev par rapport à Byzance du point de vue ecclésiastique, et finit avec le Concile des Cent Chapitres.

### II. La rencontre de l'Occident
La Russie se tourne alors vers l'Occident, avec la figure majeure de Pierre Moguila et de son Académie de Kiev qui importe la scolastique latine. Le Concile de Florence est au cœur de ces relations dissymétriques. 

### III. Les contradictions duXVIIesiècle
Au XVIIe siècle, tandis que le schisme du Raskol s'installe à la suite des réformes du patriarche Nikon, le modèle kiévien continue d'influencer l'élite ecclésiastique avec la création à Moscou de l'Académie slavo-gréco-latine.

### IV. La révolution pétersbourgeoise
La réforme ecclésiastique de Pierre le Grand et la création du Saint-Synode accentuent la dépendance de l'Église envers l'État. Le protestantisme devient la référence dominante de la théologie russe.

### V. La lutte pour la théologie
À partir d'Alexandre Ier et jusqu'à Nicolas Ier, la Russie continue de s'imprégner des idées occidentales : si dans la forme le latin est en recul dans les séminaires après les années 1830, le piétisme, le quiétisme et le mysticisme de l'Occident influencent fortement les mentalités. Malgré la figure de Philarète de Moscou, l'Église est toujours et de plus en plus liée à l'État russe.

## Éditions
- Les voies de la théologie russe, Paris, 1937; réédition, trad. et notes de J.C. Roberti, Paris, Desclée de Brouwer, 1991.
- Seconde ed. améliorée en anglais, The Ways of Russian Theology, 1979 (en ligne), traduite en français par Jean-Louis Palierne, Lausanne, L'Âge d'Homme, coll. "Sophia", 2001